# Koundoul
Koundoul est une petite ville et sous-préfecture dans le département Chari de la région de Chari-Baguirmi au Tchad.

## Géographie

### Localisation
Koundoul est une petite ville située à 25 km à la sortie Sud de N’Djamena. La ville est située dans la partie sud-ouest du Tchad, à l'ouest du fleuve Shari, à une altitude de 284 mètres.

### Population
Selon le recensement officiel de 2009, la population de Koundoul était de 38 871 habitants (19 105 hommes et 19 766 femmes). La population de la Préfecture a été divisée par tranche d'âge comme suit : 49,8% avaient moins de 15 ans, 45% entre 15 et 59 ans et 5,2% avaient 60 ans ou plus.

## Histoire

### Reboisement
Dans la zone périurbaine, les efforts de reboisement ne sont pas aussi importants qu’à N’Djaména. Une opération de reboisement a été conduite par le projet DP/CHD/71/002 « Reboisement aux environs de N’Djamena », financé par le PNUD et la FAO, en 1976. Ce projet a abouti à la création d’une pépinière forestière à Koundoul. La pépinière de Koundoul, d’une superficie de 0,58 hectare a été créée dans le but de fournir de jeunes arbres forestiers, fruitiers, ornementaux et des plants d’ombrage à la capitale, ainsi qu’aux agglomérations proches. Cette pépinière a permis la mise en place d’un périmètre de reboisement actuellement visible à l’entrée nord de la ville.